# Utricularia resupinata
Utricularia resupinata är en tätörtsväxtart som beskrevs av Benjamin Daniel Greene och Hitchcock. Utricularia resupinata ingår i släktet bläddror, och familjen tätörtsväxter. Inga underarter finns listade i Catalogue of Life.